# Министр здравоохранения Азербайджана
Министр здравоохранения Азербайджана (азерб. Azərbaycan Səhiyyə Naziri) — глава Министерства здравоохранения Азербайджана. Министр здравоохранения Азербайджана назначается на должность и отстраняется от должности Президентом Азербайджанской Республики.
Текущий министр — Теймур Мусаев.

## Список министров

### Министры здравоохранения Азербайджанской Демократической Республики
| #                                                                                            | Министр                                                                                      | Фото                                                                                         | Период нахождения в должности                                                                | Партия                                                                                       |                                                                                              |                                                                                              |
| Министр здравоохранения и социального обеспечения Азербайджанской Демократической Республики | Министр здравоохранения и социального обеспечения Азербайджанской Демократической Республики | Министр здравоохранения и социального обеспечения Азербайджанской Демократической Республики | Министр здравоохранения и социального обеспечения Азербайджанской Демократической Республики | Министр здравоохранения и социального обеспечения Азербайджанской Демократической Республики | Министр здравоохранения и социального обеспечения Азербайджанской Демократической Республики | Министр здравоохранения и социального обеспечения Азербайджанской Демократической Республики |
| -------------------------------------------------------------------------------------------- | -------------------------------------------------------------------------------------------- | -------------------------------------------------------------------------------------------- | -------------------------------------------------------------------------------------------- | -------------------------------------------------------------------------------------------- | -------------------------------------------------------------------------------------------- | -------------------------------------------------------------------------------------------- |
| 1                                                                                            | Худадат-бек Рафибеков                                                                        |                                                                                              | 17 июня 1918 — 6 октября 1918                                                                | Мусават                                                                                      |                                                                                              |                                                                                              |
| Министры народного здравия Азербайджанской Демократической Республики                        |                                                                                              |                                                                                              |                                                                                              |                                                                                              |                                                                                              |                                                                                              |
| 1                                                                                            | Худадат-бек Рафибеков                                                                        |                                                                                              | 6 октября 1918 — 26 декабря 1918                                                             | беспартийный                                                                                 |                                                                                              |                                                                                              |
| 2                                                                                            | Евсей Гиндес                                                                                 |                                                                                              | 26 декабря 1918 — 14 марта 1919                                                              | Славяно-русское общество                                                                     |                                                                                              |                                                                                              |
| Министр здравоохранения Азербайджанской Демократической Республики                           |                                                                                              |                                                                                              |                                                                                              |                                                                                              |                                                                                              |                                                                                              |
| 1                                                                                            | Абрам Дастакян                                                                               |                                                                                              | 14 марта 1919 — 22 декабря 1919                                                              |                                                                                              |                                                                                              |                                                                                              |
| Министр здравоохранения и призрения Азербайджанской Демократической Республики               |                                                                                              |                                                                                              |                                                                                              |                                                                                              |                                                                                              |                                                                                              |
| 1                                                                                            | Муса-бек Рафиев                                                                              |                                                                                              | 24 декабря 1919 — 1 апреля 1920                                                              | Мусават                                                                                      |                                                                                              |                                                                                              |

### Главы департамента здравоохранения Азербайджанской ССР
(список неполный)
| #                                                      | Министр                                                | Фото                                                   | Период нахождения в должности                          | Партия                                                 |                                                        |                                                        |
| Народные комиссары здравоохранения Азербайджанской ССР | Народные комиссары здравоохранения Азербайджанской ССР | Народные комиссары здравоохранения Азербайджанской ССР | Народные комиссары здравоохранения Азербайджанской ССР | Народные комиссары здравоохранения Азербайджанской ССР | Народные комиссары здравоохранения Азербайджанской ССР | Народные комиссары здравоохранения Азербайджанской ССР |
| ------------------------------------------------------ | ------------------------------------------------------ | ------------------------------------------------------ | ------------------------------------------------------ | ------------------------------------------------------ | ------------------------------------------------------ | ------------------------------------------------------ |
| 1                                                      | Абид Алимов                                            |                                                        | 28 апреля 1920 — 6 июня 1920                           |                                                        |                                                        |                                                        |
| 2                                                      | Агагусейн Казымов                                      |                                                        | 6 июня 1920 — 18 декабря 1921                          |                                                        |                                                        |                                                        |
| 3                                                      | Мохсун Исрафилбеков (Кадирли)                          |                                                        | 1922 — 1934                                            |                                                        |                                                        |                                                        |
| 4                                                      | Мусеиб Гусейнов                                        |                                                        | 21 января 1935 — 8 мая 1938                            |                                                        |                                                        |                                                        |
| 5                                                      | Кюбра Фараджева                                        |                                                        | 9 мая 1938 — 9 сентября 1939                           |                                                        |                                                        |                                                        |
| 6                                                      | Азиз Алиев                                             |                                                        | 11 сентября 1939 — 20 сентября 1941                    | ВКП(б)                                                 |                                                        |                                                        |
| 7                                                      | Аскер Исмаилов                                         |                                                        | 4 ноября 1941 — 28 марта 1946                          |                                                        |                                                        |                                                        |
| Министры здравоохранения Азербайджанской ССР           |                                                        |                                                        |                                                        |                                                        |                                                        |                                                        |
| 1                                                      | Аскер Исмаилов                                         |                                                        | 28 марта 1946 — 11 февраля 1947                        |                                                        |                                                        |                                                        |
| 2                                                      | Кюбра Фараджева                                        |                                                        | 4 марта 1947 — 21 сентября 1950                        |                                                        |                                                        |                                                        |
| 3                                                      | Махмуд Алиев                                           |                                                        | 1950 — 1953                                            |                                                        |                                                        |                                                        |
| 4                                                      | Алигусейн Гусейнов                                     |                                                        | 1953 — май 1954                                        |                                                        |                                                        |                                                        |
| 5                                                      | Вели Ахундов                                           |                                                        | 27 мая 1954 — январь 1958                              | КПСС                                                   |                                                        |                                                        |
| 6                                                      | Бёюк Агаев                                             |                                                        | 1 февраля 1958 — 4 мая 1963                            |                                                        |                                                        |                                                        |
| 7                                                      | Фахри Векилов                                          |                                                        | 4 мая 1963 — 19 января 1970                            |                                                        |                                                        |                                                        |
| 8                                                      | Ганифа Абдуллаев                                       |                                                        | 20 января 1970 — 25 мая 1979                           |                                                        |                                                        |                                                        |
| 9                                                      | Талят Касумов                                          |                                                        | 15 июня 1979 — 5 февраля 1991                          |                                                        |                                                        |                                                        |

### Министры здравоохранения Азербайджана
| #    | Министр        | Фото | Период нахождения в должности      | Партия |
| ---- | -------------- | ---- | ---------------------------------- | ------ |
| 1    | Талят Касумов  |      | 5 февраля 1991 — 10 апреля 1992    |        |
| 2    | Рагим Гусейнов |      | 10 апреля 1992 — 16 сентября 1993  |        |
| 3    | Али Инсанов    |      | 9 ноября 1993 — 20 октября 2005    |        |
| 4    | Октай Ширалиев |      | с 20 октября 2005 — 23 апреля 2021 |        |
| и.о. | Теймур Мусаев  |      | 23 апреля 2021 - 19 января 2022    |        |
| 5    | Теймур Мусаев  |      | с 19 января 2022                   |        |